# Scinax tigrinus
Espèce
Statut de conservation UICN

 LC  : Préoccupation mineure
Scinax tigrinus est une espèce d'amphibiens de la famille des Hylidae.

## Répartition
Cette espèce est endémique du Brésil. Elle se rencontre dans le Cerrado à Cabeceira Grande dans le Minas Gerais et à Jaraguá et à Santo Antônio do Descoberto dans le Goiás,.

## Publication originale
- Nunes, Carvalho & Pereira, 2010 : A new species of Scinax Wagler (Anura: Hylidae) from Cerrado of Brazil. Zootaxa, no 2514, p. 24–34.